# Schwarzbauchtrappe
Die Schwarzbauchtrappe (Lissotis melanogaster) ist eine afrikanische Art aus der Familie der Trappen (Otididae). Sie bewohnt einen Großteil der Savannen Afrikas und ist vielerorts die häufigste Trappenart.

## Beschreibung

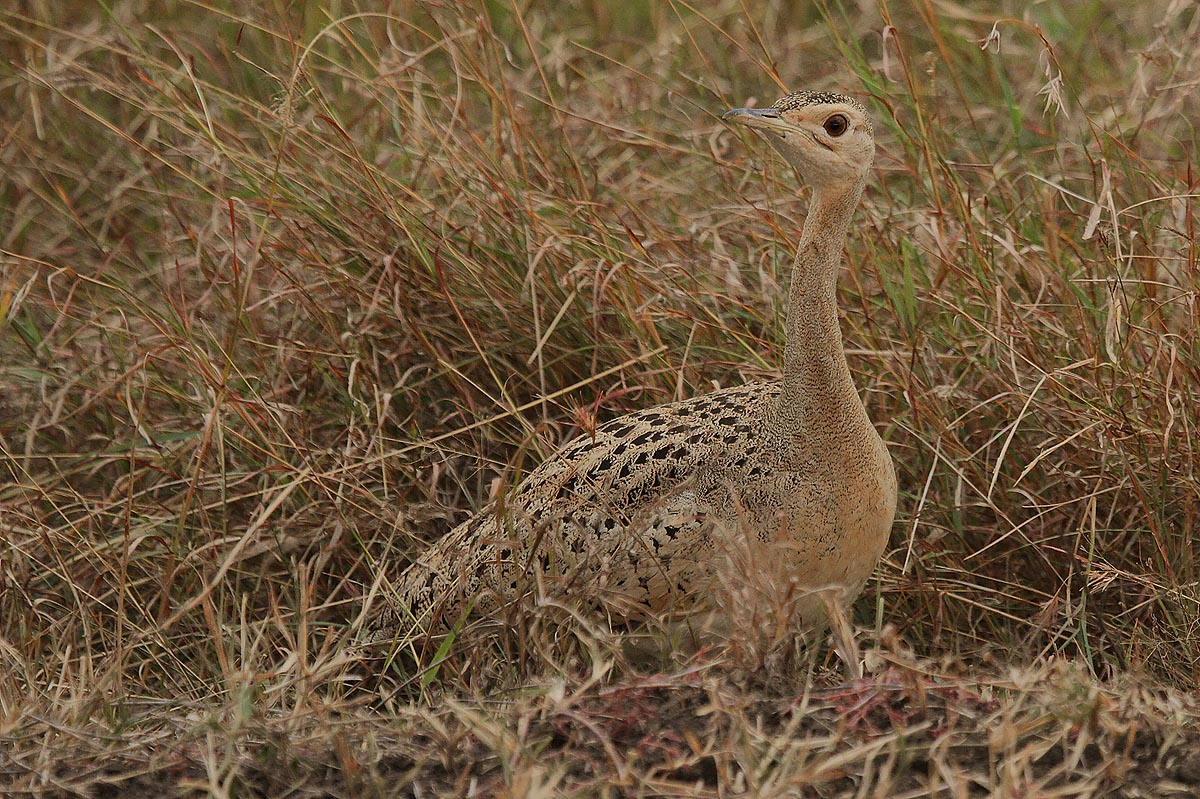
Weibchen der Schwarzbauchtrappe

Männchen wie Weibchen erreichen eine Länge von etwa 60 cm. Mit 1800–2700 g sind die Männchen allerdings deutlich schwerer als die etwa 1400 g schweren Weibchen. Die Oberseite ist gelbbraun oder sandfarben mit großen, dunklen pfeilförmigen Flecken. Der Schwanz ist braun und trägt vier dünne Querstreifen.
Das Gesicht ist gräulich-weiß und mit kontrastreichen schwarz-weiß Zeichnungen geziert, an Kamm und Wangen ist es gelbbraun meliert. Eine weiß begrenzte, schwarze Linie zieht sich den sonst vorwiegend braunen Hals hinab bis zum schwarz gefärbten Bauch. Die Färbung an Rumpf und Schwanz ist ähnlich wie auf dem Rücken. Der Schnabel und die Beine sind gelb.
Die Schwarzbauchtrappe ist generell bräunlicher als die ähnliche Hartlaubtrappe. Beim Weibchen sind Kopf und Nacken beinahe ohne jegliche Zeichnung und hell gelblichbraun. 

## Unterarten und Verbreitung
Man unterscheidet zwei Unterarten der Schwarzbauchtrappe:

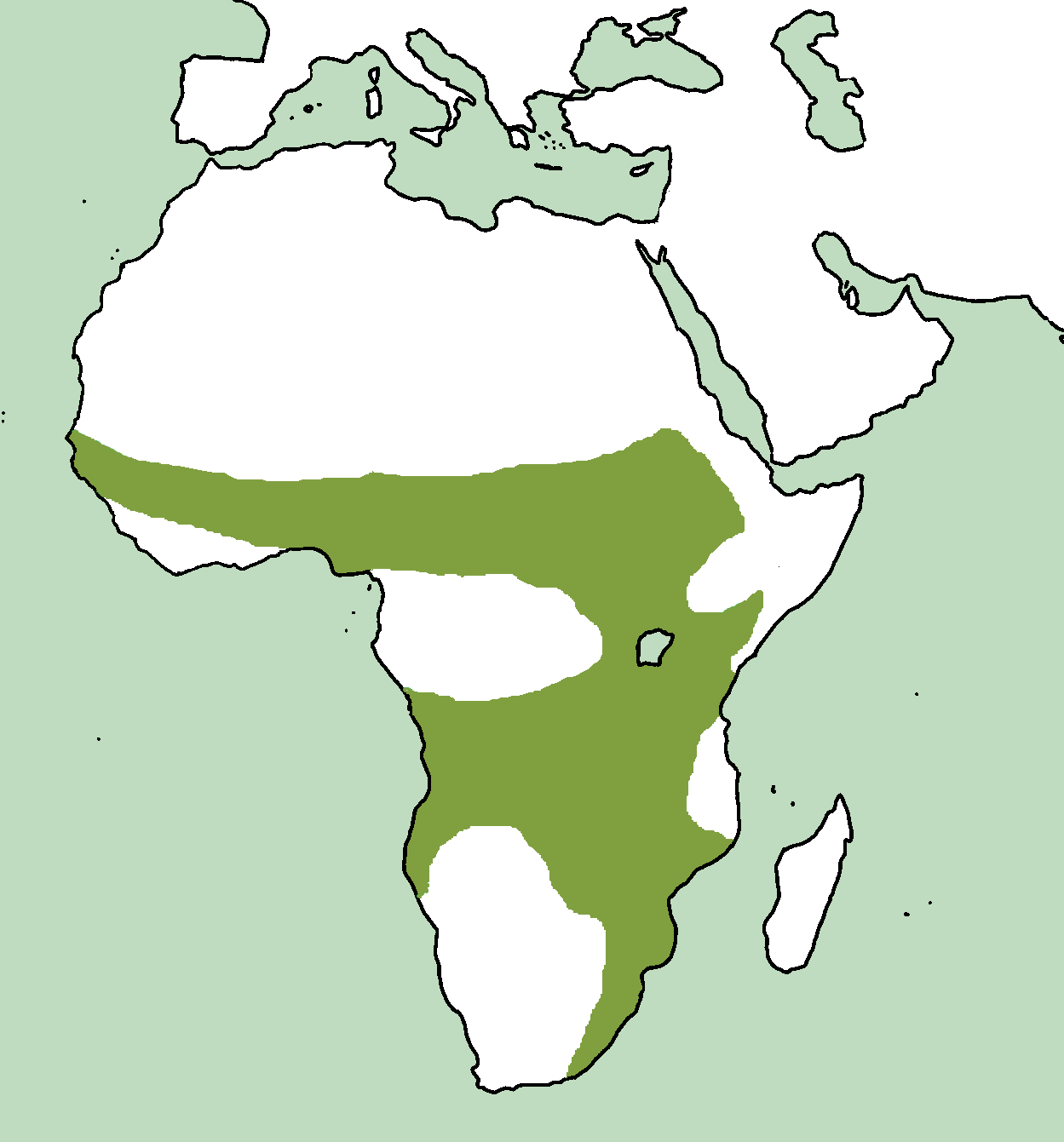
Geographisches Verbreitungsgebiet der Schwarzbauchtrappe

- Lissotis melanogaster melanogaster (Rüppell, 1835) – Afrika südlich der Sahelzone. Südwärts bis zum Sambesi und nach Nordangola. Fehlt in den tropischen Regenwäldern Zentralafrikas und am Horn von Afrika.
- Lissotis melanogaster notophila Oberholser, 1905 – Simbabwe und Mosambik südlich des Sambesi, sowie im östlichsten Südafrika; größer als L. m. melanogaster

## Lebensraum
Die Schwarzbauchtrappe bewohnt meist hohes, dichtes Grasland, das oft mit Büschen und Bäumen durchsetzt ist. Die Art kommt aber auch auf Kulturland und Viehweiden vor. Meist findet man sie in Gewässernähe. Im Gebirge steigt diese Trappe bis zu 2500 m empor.

## Lebensweise

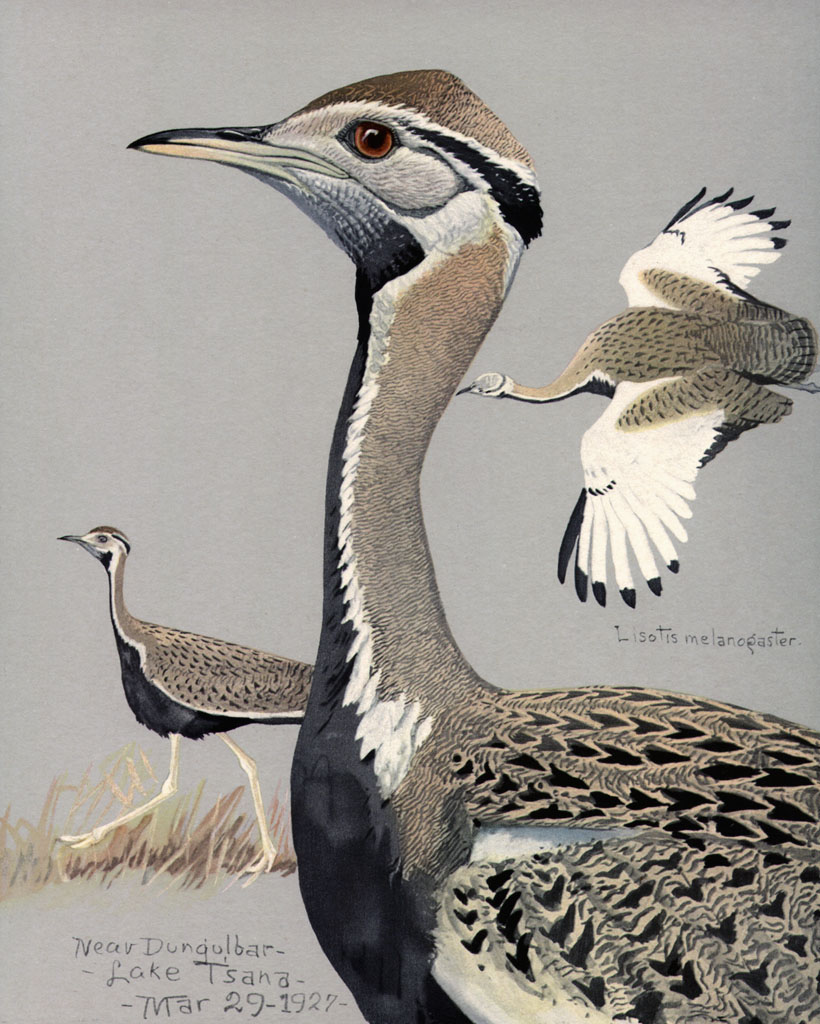
Zeichnung der Schwarzbauchtrappe

Die Schwarzbauchtrappe ernährt sich in erster Linie von Insekten, wobei sie offenbar in erster Linie Käfer, aber auch Grashüpfer, Raupen und andere Boden- oder Pflanzen-bewohnende Arthropoden verzehrt. Daneben werden auch Samen, Blumen und überfahrene Wirbeltiere sowie bestimmte Kräuter gefressen. Termitenhügel werden häufig als Ausguck genutzt.
Die Brutzeit schwankt regional und liegt im Nordteil des Verbreitungsgebietes meist in den Monaten Juni bis September, während sie beispielsweise im zentralen und südlichen Afrika in die Zeit zwischen Oktober und März fällt. Das Nest wird in einer flachen Mulde auf nacktem Grund angelegt und befindet sich meist in der Nähe einer Geländebesonderheit, wie einem Ameisenhaufen, einem Strauch oder einem Gewässer. Das Gelege umfasst 1–2 Eier, die Küken haben braune und schwarze Daunen.
Die Schwarzbauchtrappe ist zumindest gebietsweise ein Zugvogel. In Ghana etwa lebt sie in der Nähe von Accra als Standvogel, während sie 50 km westlich bei Winneba nur in der Trockenzeit zum Brüten auftritt. In anderen Gebieten Ghanas scheint sie nach der Brutsaison in der Trockenzeit nordwärts zu wandern. Dagegen wandern die Tiere in anderen Gebieten der Sahelzone in der Regenzeit nach Norden, um zu brüten.

## Bestand
Die Art ist insgesamt  nicht bedroht. Im Senegal und Gambia nahmen die Bestände zwar seit den 1980er Jahren ab, doch tritt die Schwarzbauchtrappe in der  übrigen Savannenzone zwischen der nördlichen Elfenbeinküste und dem Sudan immer noch häufig auf. Sie ist die häufigste Trappenart in Uganda, Tansania, Mosambik und Sambia und immer noch relativ zahlreich in Simbabwe anzutreffen.